# Umm al-Kajwajn (emirat)
Umm al-Kajwajn lub Umm al-Kuwajn (arab. أم القيوين) – jeden z emiratów w Zjednoczonych Emiratach Arabskich. Stolicą jest miasto Umm al-Kajwajn.
Emirat położony jest nad Zatoką Perską (32 km wybrzeża) i składa się ze stolicy – miasta Umm al-Kajwajn i oazy  Falah ibn Mualla nad Wadi Midfak spływającym z gór Hadżar.
Graniczy z emiratami Szardża i Ras al-Chajma.
Wśród imigrantów popularny głównie z dwóch powodów. Pierwszy to bezcłowy sklep alkoholowy, drugi to największy (jak na razie) park wodny - Dreamland Aquapark.
W związku z wysokimi kosztami życia w Dubaju oraz nowo wybudowaną autostradą powoli staje się alternatywą dla szukających tanich mieszkań w ZEA.

## Etymologia
Nazwa emiratu Umm al-Kajwajn znaczy tyle, co „matka dwóch siłaczy”.

## Emirowie Umm al-Kajwajn
- Majid Al Mu`alla 1775-?
- Raszid I ibn Majid Al Mu'alla ?-1816
- Abdullah I ibn Raszid Al Mu'alla 1816–1853
- Ali I ibn Abdullah Al Mu'alla 1853–1873
- Ahmad I ibn Abdullah Al Mu'alla 1873–1904
- Raszid II ibn Ahmad Al Mu'alla 1904–1922
- Abdullah II ibn Raszid Al Mu'alla 1922–1923
- Hamad I ibn Ibrahim Al Mu'alla 1923–1929
- Ahmad II ibn Raszid Al Mu'alla 1929–1981
- Raszid III ibn Ahmad Al Mu'alla 1981–2009
- Saud ibn Rashid Al Mu'alla 2009-nadal